# Troglodiplura
Genre
Troglodiplura est un genre d'araignées mygalomorphes de la famille des Anamidae.

## Distribution
Les espèces de ce genre sont endémiques d'Australie. Elles se rencontrent dans des grottes de la plaine de Nullarbor en Australie-Occidentale et en Australie-Méridionale.

## Liste des espèces
Selon World Spider Catalog (version 21.5, 16/11/2020) :
- Troglodiplura beirutpakbarai Harvey & Rix, 2020
- Troglodiplura challeni Harvey & Rix, 2020
- Troglodiplura harrisi Harvey & Rix, 2020
- Troglodiplura lowryi Main, 1969
- Troglodiplura samankunani Harvey & Rix, 2020

## Publication originale
- Main, 1969 : « A blind mygalomorph spider from a Nullarbor Plain cave. » Journal of the Royal Society of Western Australia, vol. 52, p. 9-11.